# Pteralopex anceps
La volpe volante dal muso di scimmia di Bougainville (Pteralopex anceps Andersen, 1909) è un pipistrello appartenente alla famiglia degli Pteropodidi, endemico di due delle Isole Salomone.

## Descrizione

### Dimensioni
Pipistrello di grandi dimensioni, con la lunghezza della testa e del corpo tra 252 e 270 mm e lunghezza dell'avambraccio tra 141 e 160 mm.

### Aspetto
La pelliccia è lunga e lanosa, si estende densamente sugli avambracci e le tibie, mentre sulla schiena appare non schiacciata. Il colore del dorso è nerastro, le spalle sono bruno-nerastre, mentre le e parti ventrali sono bruno-nerastre o marrone scuro, con le punte dei singoli peli grigio-brunastre. Il muso è lungo ed affusolato, gli occhi sono grandi. Le orecchie sono piccole, triangolari e parzialmente nascoste nella pelliccia. Gli artigli sono marroni con la punta più chiara. Il pollice è molto lungo. È privo di coda, mentre l'uropatagio è ridotto ad una sottile membrana lungo la parte interna degli arti inferiori.

## Biologia

### Comportamento
Si rifugia singolarmente o in piccoli gruppi tra il denso fogliame di grandi alberi.

### Alimentazione
Si ciba di specie native di Ficus.

### Riproduzione
Una femmina che allattava è stata catturata nel mese di Luglio.

## Distribuzione e habitat
Questa specie è diffusa in due delle Isole Salomone: Bougainville, e Choiseul. Probabilmente è presente anche sull'Isola di Santa Isabel.
Vive nelle foreste tropicali umide, preferibilmente montane, fino a 1.900 metri di altitudine.

## Conservazione
La IUCN Red List, considerato l'areale ristretto e frammentato e il piccolo numero di individui adulti, classifica P. anceps come specie in pericolo di estinzione (Endangered).